# Форна (Ферара)
Форна је насеље у Италији у округу Ферара, региону Емилија-Ромања.
Према процени из 2011. у насељу је живело 230 становника. Насеље се налази на надморској висини од 10 м.